# Phenacovolva
Phenacovolva là một chi ốc biển, là động vật thân mềm chân bụng sống ở biển thuộc họ Ovulidae.

## Các loài
Các loài thuộc chi Phenacovolva bao gồm:
- Phenacovolva aurantia (G.B. Sowerby III, 1889)[2]
- Phenacovolva barbieri Lorenz & Fehse, 2009[3]
- Phenacovolva brevirostris (Schumacher, 1817)[4]
- Phenacovolva clenchi Cate, 1973[5]
- Phenacovolva dancei Cate, 1973[6]
- Phenacovolva fusula Cate & Azuma in Cate, 1973[7]
- Phenacovolva insculpta (Odhner, 1919)[8]
- Phenacovolva lahainaensis (Cate, 1969)[9]
- Phenacovolva lenoreae Cardin & Walls, 1980[10]
- Phenacovolva morrisoni Lorenz & Fehse, 2009[11]
- Phenacovolva nectarea Iredale, 1930[12]
- Phenacovolva parvita Cate & Azuma in Cate, 1973[13]
- Phenacovolva patriciae Nolf, 2008[14]
- Phenacovolva philippinarum (G.B. sowerby II, 1848)[15]
- Phenacovolva poppei Fehse, 2000[16]
- Phenacovolva pseudogracilis Cate & Azuma in Cate, 1973[17]
- Phenacovolva recurva (G.B. Sowerby II in A. Adams & Reeve, 1848)[18]
- Phenacovolva rehderi Cate, 1973[19]
- Phenacovolva rosea (A. Adams, 1854)[20]
- Phenacovolva schmidi Fehse & Wiese, 1993[21]
- Phenacovolva subreflexa (G.B. Sowerby II in A. Adams & Reeve, 1848)[22]
- Phenacovolva zuidafrikaana (Cate, 1975)[23]